# 西藏人民出版社
西藏人民出版社是中华人民共和国的一家出版社，成立于1963年12月28日（或1971年12月），社址位于西藏自治区拉萨市。